# Monte Aymond
Monte Aymond est une localité rurale argentine située dans le département de Güer Aike, dans la province de Santa Cruz. Elle est située sur la route nationale 3, à 67 km de Río Gallegos et à 8 km du poste frontière Integración Austral avec le Chili. La zone dispose de quelques services tels que la téléphonie et les commerces, et une assistance policière (Gendarmerie nationale argentine et Carabineros chiliens) est disponible des deux côtés de la frontière.

## Toponymie
Le nom de ce paraje s'inspire du mont Aymond, haut de 279 m, situé à proximité. Il existe également un village homonyme du côté chilien.

## Géographie
Situé à 164 mètres d'altitude au milieu du plateau patagonien, son relief présente un affleurement rocheux et des roches volcaniques. Son climat est froid et semi-humide, avec des températures maximales de 15 °C en été et des températures minimales de −15 °C en hiver. La réserve géologique provinciale Laguna Azul, où l'on peut voir le Cerro del Diablo et la Laguna Azul, est située à 10 km du site.